# Bellvitge Hospital
Bellvitge Hospital va ser una sèrie documental que mostrava el dia a dia dels treballadors i pacients de l'Hospital Universitari de Bellvitge. Dirigida per Francesc Escribano i Joan Úbeda va ser estrenada a TV3 el 18 gener de 1999.
Acostava a la vida quotidiana i el funcionament d'un gran hospital amb un format aleshores innovador: històries reals i amb valor documental, presentades en clau narrativa. Fent un seguiment de les històries i dels seus protagonistes tal com es produïen, en un intent que la cámara no interferís ni alterés la realitat.
Va ser una de les primeres experiències de sèrie documental a la cadena catalana: a mig camí entre el reportatge, pel seu caràcter informatiu i els personatges reals, i la ficció, per la seriació, la narrativa dramàtica i l'assimilació dels espectadors amb aquests personatges. L'any 2003 Telemadrid i Canal Sur van adaptar aquest mateix format per fer una sèrie de 16 capítols anomenada Hospitales. El 2009 el programa Sense ficció va emetre un documental que recuperava la història d'una de les seves protagonistes, l'Olga, una pacient afectada d'anorèxia nerviosa.